# Lee Strasberg
Pour les articles homonymes, voir Strasberg.
Israel Strassberg, dit Lee Strasberg, est un comédien américain d’origine austro-polonaise, né le 17 novembre 1901 dans le village de Boudaniv en Galicie autrichienne (aujourd'hui ukrainienne) et mort le 17 février 1982 à New York.
Il a contribué à faire de l'Actors Studio l'une des écoles d'art dramatique parmi les plus réputées au monde. Il est également connu pour son rôle d'Hyman Roth dans Le Parrain 2.

## Biographie
Lee Strasberg est nommé directeur artistique de l'école d'art dramatique américaine, l'Actors Studio, à New York. Inspiré par la Méthode de Stanislavski, il pense que l'acteur doit créer son personnage par sa mémoire affective et ses ressources émotives.
Lee Strasberg, après un premier mariage avec Nora Krecaun, de 1926 jusqu'à sa mort en 1929, épouse l'actrice américaine Paula Miller, ils ont deux enfants Susan et John. Paula meurt en 1966. Paul Newman lui présente, en 1967, Anna Mizrahi, une actrice de Broadway de 28 ans (née en 1939) venue à Hollywood. Un an plus tard, ils se marient, s'installent à Los Angeles, et ont deux enfants, Adam Lee et David Lee Israel.
Lee Strasberg crée en 1969 l'école d'art dramatique Lee Strasberg Theatre Institute sur la 15e rue, à New York. Il dirige ses écoles jusqu'à sa mort, en février 1982, d'une crise cardiaque au Radio City Music Hall.
En 1974, Lee Strasberg incarne à l'écran Hyman Roth dans le film Le Parrain, 2e partie. Il s'agit d'une des têtes de la mafia juive qui désire couler la famille Corleone. Son personnage s'inspire de Meyer Lansky, un célèbre mafieux américain. Ce dernier va d'ailleurs téléphoner à Strasberg après le visionnage du film pour le féliciter en lui disant « Vous m'avez bien joué » ainsi que « Pourquoi ne pas m'avoir rendu plus sympathique ? ». Ce film vaudra à Lee Strasberg une nomination aux oscars dans la catégorie du meilleur acteur dans un second rôle.
Professeur d'art dramatique et ami, avec sa femme Paula, de Marilyn Monroe pendant plusieurs années, Lee Strasberg hérite, à la mort de Marilyn, de ses effets personnels, vêtements et sous-vêtements, mais aussi des revenus de ses films et des droits d'utilisation de son image. 
Anna, à la mort de Lee, prend la tête du Lee Strasberg Theater Institute et de la majeure partie de l'héritage Monroe. Si Lee n'a pas tiré profit, pendant sa vie, de l'héritage de Marilyn, sa veuve, Anna Mizrahi, commence l'exploitation de l'image de Marilyn Monroe, quelques mois à peine après la mort de son mari. Elle revend les effets personnels de la star aux enchères, en 1999, pour 13,4 millions de dollars.

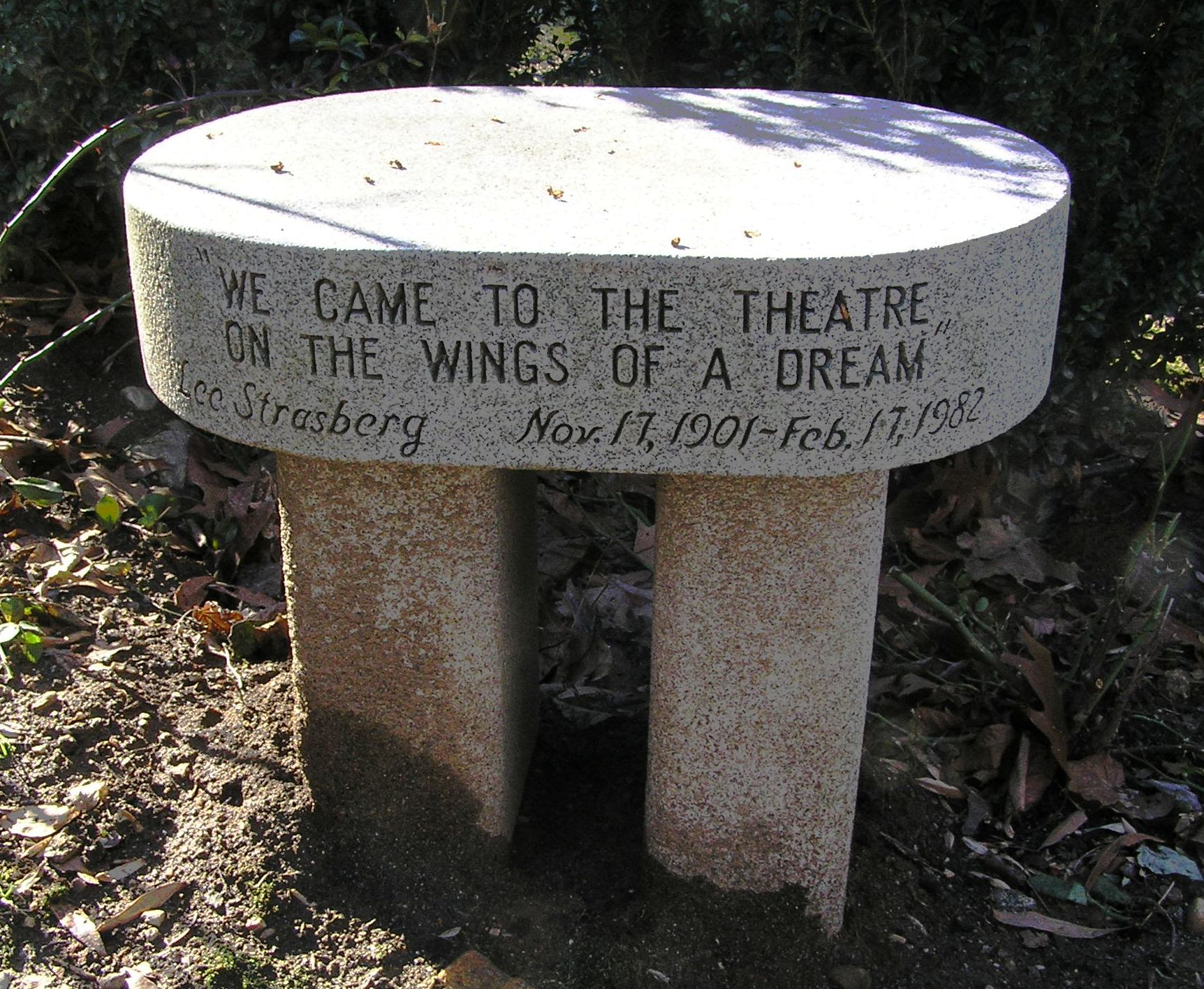
Lee Strasberg est enterré au cimetière de Westchester Hills.

## Filmographie

### Acteur
- 1953 : China Venture de Don Siegel : Patterson
- 1974 : Le Parrain 2 (The Godfather: Part II) de Francis Ford Coppola : Hyman Roth
- 1976 : Le Pont de Cassandra (The Cassandra Crossing) de George Pan Cosmatos : Herman Kaplan
- 1979 : Justice pour tous (...And Justice for All) de Norman Jewison : Grandpa Sam
- 1979 : Boardwalk (en) de Stephen Verona : David Rosen
- 1979 : Going in Style de Martin Brest : Willie

### Directeur artistique
- 1966 : The Three Sisters de Paul Bogart

### Scénariste
- 1946 : Quelque part dans la nuit (Somewhere in the Night) de Joseph L. Mankiewicz

## Ouvrages
- L'Actors Studio et la Méthode, InterEditions, Paris, 1989.
- Le Travail à l'Actors Studio, Gallimard, 1986.